# Filipiny – Ilocos Norte
Filipiny – Ilocos Norte – album zawierający muzykę etniczną tworzoną przez Iloko, lud zamieszkujący zwłaszcza północną część wyspy Luzon na Filipinach. 
Nagrania są częścią UNESCO Collection of Traditional Music of the World, a sama płyta wydana została we współpracy z Międzynarodowym Funduszem Popierania Kultury UNESCO i Muzeum Azji i Pacyfiku w Warszawie. Nagrania zarejestrowano w lipcu 1981 w różnych miejscowościach prowincji Ilocos Norte na wyspie Luzon. Wykonawcami byli m.in. Ilokanie: Eufenia Reyes (lat 73), Faustina Inong (lat 41), Hermenegildo Asuncion (50), Consolacion Asuncion (43), Lorenza Gaddab (43), Eddie Gonzales (12), Emilio Lazo (36).
3 lipca 1981 zarejestrowano nagrania A1 i A2 (w Sarrat), A3 i A4 (w Vintar), A5 do A7 (w domu Faustyny Inong w San Nicholas), A8 i B1 do B5 (w domu Hermenegildo Asuncion w San Nicholas). 4 lipca 1981 zarejestrowano nagrania B6 (w domu Hermenegildo Asuncion w San Nicholas), B7 i B8 (w Villa Lydia w San Nicolas), B9 do B12 (w domu Danilo Foz w Dingras). 
Monofoniczny, winylowy LP wydany został przez wytwórnię Poljazz (PSJ 133). Album jest uzupełnieniem płyty Filipiny (PSJ 108), wydanej w tym samym cyklu płyt z muzyką etniczną (ukazały się jeszcze: Indie, Bali, Gamelan Sundajski i Gamelan Jawajski).

## Lista utworów
Strona A
| 1. | „Padapadacam” (chór Seminarium Nauczycielskiego pod dyr. Rosity Leano)          | 2:53  |
|    |                                                                                 |       |
| 2. | „Dongdongwen Canto” (chór Seminarium Nauczycielskiego pod dyr. Rosity Leano)    | 3:03  |
|    |                                                                                 |       |
| 3. | „Pasyon Lexsyo” (Eufenia Reyes – śpiew)                                         | 5:44  |
|    |                                                                                 |       |
| 4. | „Duayya Ti Ubing” (Eufenia Reyes – śpiew)                                       | 1:26  |
|    |                                                                                 |       |
| 5. | „Bannatiran” (Faustina Inong – harfa)                                           | 1:50  |
|    |                                                                                 |       |
| 6. | „Pamulinawen” (Faustina Inong – harfa)                                          | 1:47  |
|    |                                                                                 |       |
| 7. | „O Naraniang A Bulan” (Faustina Inong – harfa)                                  | 1:14  |
|    |                                                                                 |       |
| 8. | „O Naraniang A Bulan” (Hermenegildo Asuncion – flet bambusowy poprzeczny (pitu) | 1:02  |
|    |                                                                                 |       |
|    |                                                                                 | 18:59 |
|    |                                                                                 |       |
Strona B
| 1.  | „Manang Biday” (Hermenegildo Asuncion – flet bambusowy poprzeczny (pitu)                                                             | 1:03  |
|     | |       |
| 2.  | „Pamulinawen” (Hermenegildo Asuncion – flet bambusowy poprzeczny (pitu)                                                              | 1:43  |
|     | |       |
| 3.  | „Bannatiran” (Hermenegildo Asuncion – flet bambusowy poprzeczny (pitu)                                                               | 0:50  |
|     | |       |
| 4.  | „Ti Ayat Ti Maysa Nga Ubing” (Hermenegildo Asuncion – flet bambusowy poprzeczny (pitu)                                               | 0:58  |
|     | |       |
| 5.  | „Bannatiran” (Hermenegildo Asuncion – flet bambusowy poprzeczny (pitu), Consolacion Asuncion – śpiew, Lorenza Gaddab – śpiew)        | 1:56  |
|     | |       |
| 6.  | „Dongdongwen Canto” (Hermenegildo Asuncion – flet bambusowy poprzeczny (pitu), Consolacion Asuncion – śpiew, Lorenza Gaddab – śpiew) | 2:22  |
|     | |       |
| 7.  | „Dagiti” (Eddie Gonzales – śpiew) | 0:45  |
|     | |       |
| 8.  | „Bigbigat Na Agsapa” (Eddie Gonzales – śpiew)                                                                                        | 0:50  |
|     | |       |
| 9.  | „Oraznan Daytoyen” (Emilio Lazo – liść starapple)                                                                                    | 1:10  |
|     | |       |
| 10. | „Oraznan Daytoyen” (Emilio Lazo – śpiew)                                                                                             | 2:03  |
|     | |       |
| 11. | „Sasaynek Ko Ti Di Agsarday” (Emilio Lazo – liść starapple)                                                                          | 1:41  |
|     | |       |
| 12. | „Laglagipensak” (Emilio Lazo – śpiew)                                                                                                | 2:15  |
|     | |       |
|     | | 17:36 |
|     | |       |

## Informacje uzupełniające
- Redakcja płyty – José Maceda
- Nagrania – Eugeniusz Ostapkowicz, Marek Cabanowski, Zbigniew Sierszuła
- Projekt graficzny – Piotr Kłosek
- Omówienie (opis) na okładce – Robert Stiller
- Zdjęcie (okładka) – Marek Cabanowski